# Milan Božović
Milan Božović (Stijena Piperska, Podgorica, 12. travnja 1909. – Beograd, 1992.), crnogorski slikar.

## Životopis
Drugi je od devet sinova Rista i Rumice rođene Marković. Školovao se zahvaljujući starijemu bratu Milošu koji je studirao pravo uz rad. Umjetničku školu završio je u Beogradu 1930., (ili 1931.) kao jedan od najboljih u svojoj klasi. Nakon toga završio je École des Beaux-Arts u Parizu (1938., tijekom osmogodišnjega boravka i studija). U prvome razdoblju slika krajolike i portrete u duhu poetskog realizma.
Na Umjetničkoj školi, osobiti utjecaj na Božovića imali su Beta Vukanović, Ilija Šobajić i Ljubo Ivanović, dok je na Božovićevo opće obrazovanje utjecao Kosta Marinković.
Školovanje u Parizu ostvario je zahvaljujući premiji državne lutrije, kao i kasnijoj stipendiji Zetske banovine u iznosu 800 franaka.
Godine 1932. dionikom je velike izložbe slikara s područja Kraljevine Jugoslavije u Parizu koja je skrenula veliku pozornost na likovnu umjetnost s tih prostora.
U daljnjemu radu pojačava ekspresivnost boje (ciklus slika posvećen Mostaru) i ističe ljubičasta i crvena suzvučja (Crvena dolina) Jedan je od utemeljitelja i prvi predsjednik Udruženja likovnih umjetnika Crne Gore (ULUCG). Samostalno je izlagao u Beogradu i Podgorici. Bio je zastupljen na sveobuhvatnim izložbama crnogorske umjetnosti u zemlji i inozemstvu.
Likovno je oblikovao grb Federalne Države Crne Gore (1944.).
Također je likovno oblikovao prvu crnogorsku partizansku poštansku marku, a suautor je nacrta za prvi jugoslavenski tkz. socijalni dinar.
Bila mu je ponuđena stipendija za usavršavanje u Rimu, ali je to odbio željan povratka u domovinu. Istaknuo se i u portretistici, te je do kraja ostao vjeran temama krša i mora svoga crnogorskoga zavičaja.

## Djela

### Socrealizam
Na prvoj izložbi Udruženja predstavio se sa šest slika.
- Sutjeska (Narodni muzej Cetinje), za vrijeme II. svj. rata,[2]
- Noćni logor,[2]
- Predeo,
- Partizan,
- Zasjeda,[2]
- Skadarsko jezero.

To su bila prva djela socijalističkoga realizma u Jugoslaviji.

### Impresionizam
- Utovar sijena (nalazi se u Skupštini Crne Gore), 1953.
- Dubrovnik (privatna kolekcija), 1982

### Ekspresionizam
- Stari ribar iz Perasta,
- Portret starca.

## Portreti
- Petar II. Petrović Njegoš

Nikola Vujošević zaključuje o Božovićevom radu:
| » | Dvije slike — Riječka luka i Mostar predveče, u Narodnom muzeju u Cetinju, kazuju da se radi o slikaru velikih vrijednosti, dostojniku istorije crnogorske likovne umjetnosti. | « |
|   | |   |

## Vanjske poveznice
- (crnog.) Prvi dio : Likovna umjetnost Crne Gore : Milan Božović, dokumentarni film Radiotelevizije Crne Gore. // Datoteka od 20. ožujka 2010., Pristupljeno 7. srpnja 2011.
- (crnog.) Drugi dio : Likovna umjetnost Crne Gore : Milan Božović, dokumentarni film Radiotelevizije Crne Gore. // Datoteka od 20. ožujka 2010., Pristupljeno 7. srpnja 2011.